# Chapelle Saint-Étienne de Saint-Hilaire-d'Ozilhan
La chapelle Saint-Étienne (ou chapelle de la Clastre)  est une chapelle romane, située à Saint-Hilaire-d'Ozilhan dans le département français du Gard en région Occitanie.

## Localisation
La chapelle se dresse, isolée au milieu des vignes, au bout du chemin de la Clastre, non loin de la route de Fournès, au sud-est du village de Saint-Hilaire-d'Ozilhan.

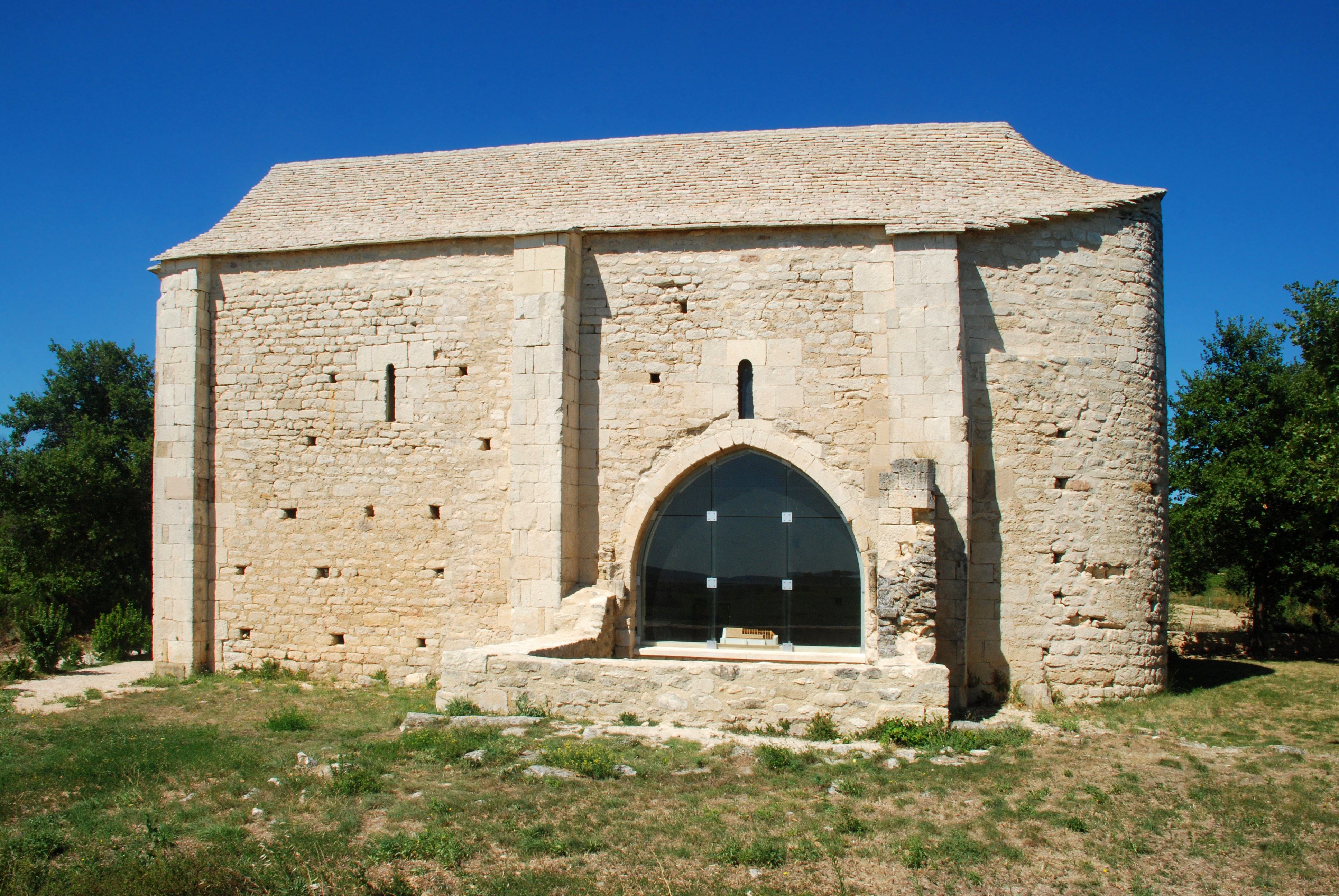
La chapelle vue du sud.

## Historique
La chapelle Saint-Étienne est une chapelle pré-romane remaniée au XIIe siècle.
Le village de Saint-Hilaire-d'Ozilhan est mentionné dès 1121 sous le nom de Castrum Sancti Hilarii. Plus tard, il apparaît sous le nom de Locus de Sancto-Ylario en 1312. On le retrouve en 1474 sous le nom de Locus Sancti-Ylarii de Ausilhano, Uticensis diocesis. Ce n'est qu'à partir de 1551 qu'il apparaît sous le nom de Saint-Hilaire-d'Ozilhan.
Saint-Hilaire-d'Ozilhan appartenait à la viguerie de Roquemaure, une viguerie du diocèse d'Uzès qui comprenait quatorze villages : Les Essarts, Lirac, Montfaucon, Pouzilhac, Pujaut, Rochefort, Roquemaure, Saint-Geniès-de-Comolas, Saint-Hilaire-d'Ozilhan, Saint-Laurent-des-Arbres, Sauveterre, Saze, Tavel et Valliguières.
La chapelle est mentionnée sous le nom de Prioratus Sancti-Hillarii de Ozilhano en 1480 dans le cartulaire de l'abbaye Saint-André de Villeneuve-lès-Avignon, puis plus tard sous le nom de Prieuré Sainct-Illaire d'Ouzilhant en 1620.

## Statut patrimonial
La chapelle fait l'objet d'une inscription au titre des monuments historiques depuis le 16 septembre 1994, date à partir de laquelle elle a fait l'objet d'une rénovation dont la partie la plus importante est constituée par la restitution de la couverture en pierre calcaire.

## Architecture
Un seuil de porte antique a fourni pour le linteau d'une porte de la chapelle un monolithe de pierre dure que l'on ne pouvait se procurer dans les carrières de la région.

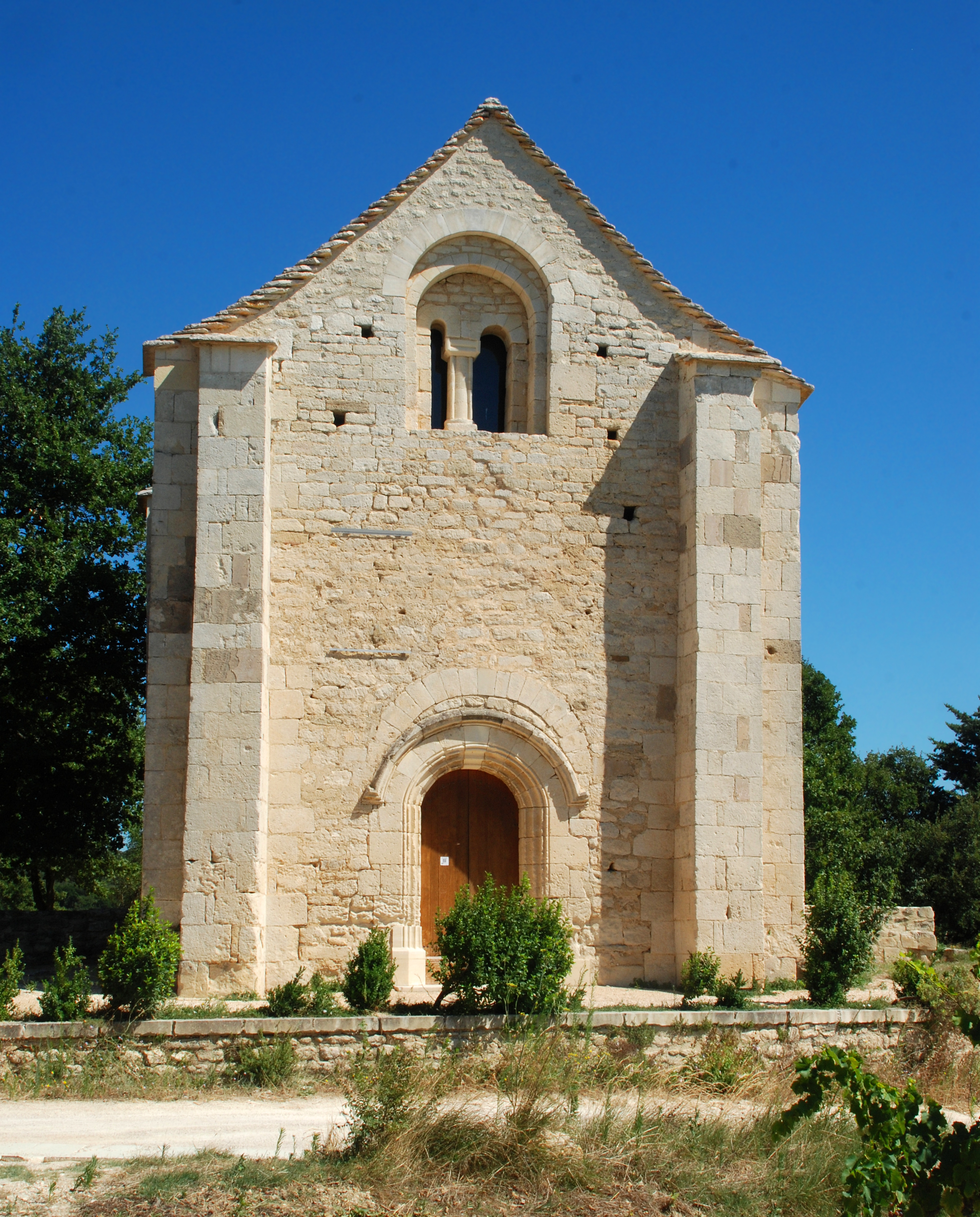
La façade occidentale.
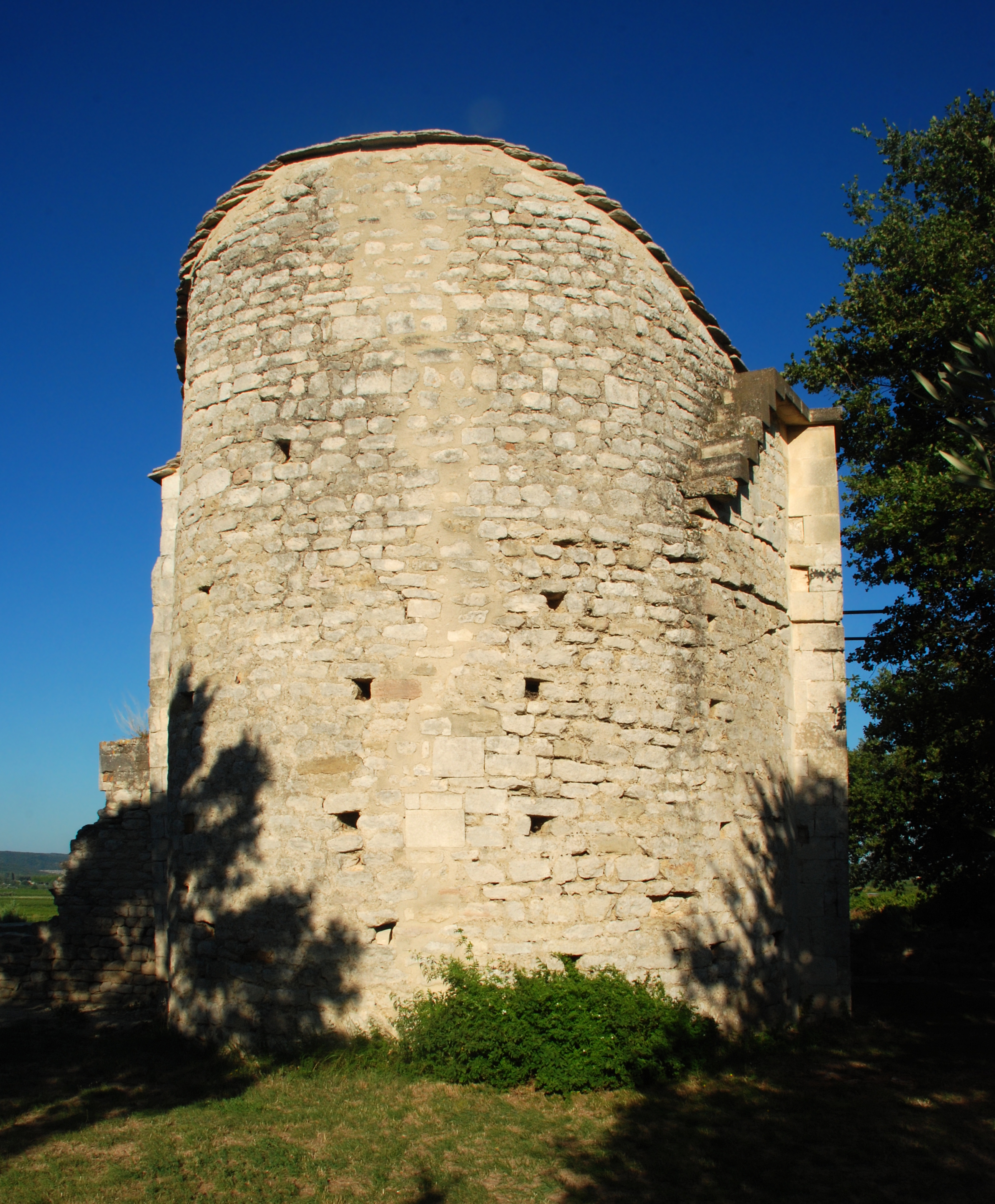
Le chevet.
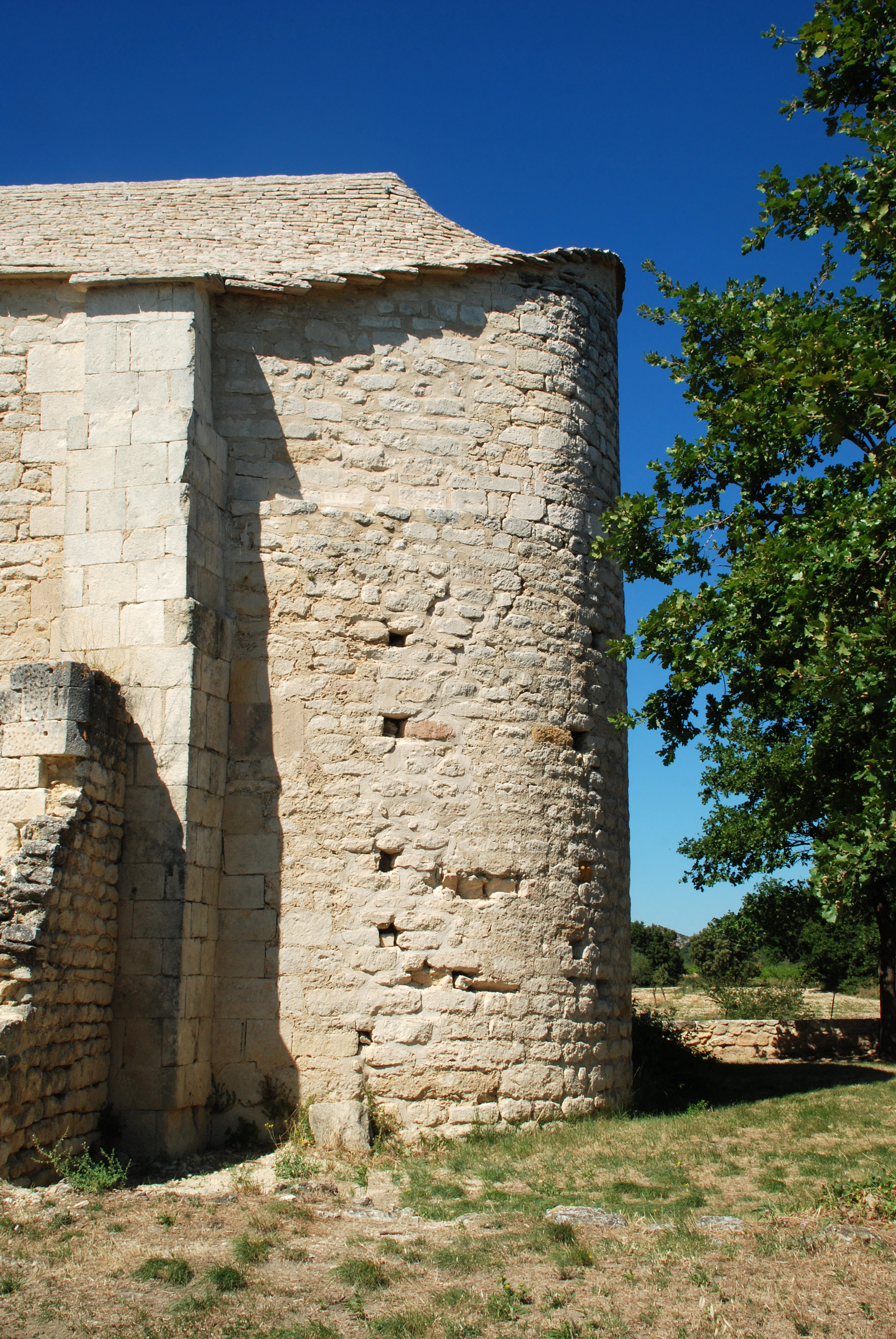
Le chevet vu de côté.